# 오쿠다 고야
오쿠다 고야(일본어: 奥田 晃也, 1994년 10월 1일~)는 일본의 축구 선수이다.

## 구단 경력
그는 2017년 J3리그의 YSCC 요코하마에 입단했다. 2019년까지 89경기에 출전하여, 14득점을 넣었다. 2020년 J2리그의 미토 홀리호크로 이적했다. 2022년부터 2024년까지 V-파렌 나가사키, 츠바이겐 가나자와, 도치기 SC에서 뛰었다. 2025년 미토 홀리호크로 복귀했다.